# غلف ستريم جي 200
غلف ستريم جي200  (بالإنجليزية: Gulfstream G200)‏ والمعروفة سابقا باسم أي إيه أي غالاكسي (بالإنجليزية: IAI Galaxy)‏ هي طائرة رجال الأعمال ذات محركين. تم تصميمها في الأصل من قبل شركة صناعات الفضاء الإسرائيلية (IAI). وأنتجت عام 1997 في الولايات المتحدة من قبل غلف ستريم الفضائية من عام 1999 حتى عام 2011. كان أول طيران لها في ديسمبر 25, 1997. دخلت الخدمة في 1999، ومازالت في الخدمة حتى الآن. صنع منها 250 طائرة.